# Журнал за нервна и психична болест
Журналът за нервна и психична болест е научен журнал в областта на психопатологията.
Основан е през 1874 г. и е най-старият независим научен месечник в сферата на човешкото поведение. Статиите покриват теория, етиология, терапия, социално въздействие на болестта и методи на изследване.